# Joel Isasi
Joel Isasi González (ur. 31 lipca 1967 w Matanzas) – kubański lekkoatleta (sprinter), medalista olimpijski z 1992.
Zwyciężył w biegu na 100 metrów i w sztafecie 4 × 100 metrów na mistrzostwach Ameryki Środkowej i Karaibów w 1989 w San Juan. Powtórzył ten sukces w obu konkurencjach na igrzyskach Ameryki Środkowej i Karaibów w 1990 w Meksyku (sztafeta kubańska biegła w składzie: Andrés Simón, Leandro Peñalver, Félix Stevens i Isasi). Kubańska sztafeta 4 × 100 metrów w tym samym składzie zdobyła srebrny medal na Igrzyskach Dobrej Woli w 1990 w Seattle.
Isasi zajął 6. miejsce w biegu na 60 metrów na halowych mistrzostwach świata w 1991 w Sewilli. Zwyciężył w biegu na 100 metrów i w sztafecie 4 × 100 metrów (w składzie: Simón, Jorge Aguilera, Joel Lamela i Isasi) na mistrzostwach ibero-amerykańskich w 1992 w Sewilli.
Na igrzyskach olimpijskich w 1992 w Barcelonie kubańska sztafeta 4 × 100 metrów w składzie: Simón, Lamela, Isasi i Aguilera wywalczyła brązowy medal. Ustanowiła wówczas rekord Kuby czasem 38,0 s. Isasi zajął 5. miejsce w biegu na 60 metrów na halowych mistrzostwach świata w 1993 w Toronto. Zwyciężył w biegu na 100 metrów i w sztafecie 4 × 100 metrów (w składzie: Simón, Iván García, Isasi i Aguilera) na igrzyskach Ameryki Środkowej i Karaibów w 1993 w Ponce. Na mistrzostwach świata w 1993 w Stuttgarcie kubańska sztafeta 4 × 100 metrów w składzie: Simón, García, Isasi i Aguilera zajęła 4. miejsce. Isasi zajął 8. miejsce w biegu na 100 metrów na Igrzyskach Dobrej Woli w 1994 w Petersburgu.
Zdobył złoty medal w sztafecie 4 × 100 metrów (w składzie: Isasi, Aguilera, Lamela i García) oraz srebrny w biegu na 100 metrów na igrzyskach panamerykańskich w 1995 w Mar del Plata. Odpadł w półfinale biegu na 100 metrów oraz w eliminacjach sztafety 4 × 100 metrów (w składzie: Leonardo Prevost, Lamela, Isasi i Aguilera) na mistrzostwach świata w 1995 w Göteborgu. Na mistrzostwach Ameryki Środkowej i Karaibów w 1995 w Gwatemali zdobył brązowy medal w biegu na 100 metrów.
Zajął 6. miejsce w sztafecie 4 × 100 metrów na igrzyskach olimpijskich w 1996 w Atlancie (sztafeta kubańska biegła w składzie: Simón, Lamela, Isasi i Luis Alberto Pérez-Rionda). Na mistrzostwach ibero-amerykańskich w 1996 w Medellín zajął 4. miejsce w biegu na 100 metrów.
Isasi był mistrzem Kuby w biegu na 100 metrów w 1991, 1993 i 1995.
Rekordy życiowe:
| Konkurencja              | Data i miejsce          | Wynik |
| ------------------------ | ----------------------- | ----- |
| bieg na 50 metrów (hala) | 7 lutego 1993, Grenoble | 5,74  |
| bieg na 60 metrów (hala) | 6 marca 1993, Karlsruhe | 6,55  |
| bieg na 100 metrów       | 30 czerwca 1995, Hawana | 10,17 |
| bieg na 200 metrów       | 13 maja 1993, Hawana    | 20,72 |